# 慶田朋子
慶田 朋子（けいだ ともこ、1974年 - ）は、日本の医師（美容皮膚科医）。銀座ケイスキンクリニック院長。

## 略歴
横浜雙葉小学校、横浜雙葉中学校・高等学校卒業。1999年（平成11年）東京女子医科大学医学部医学科を卒業、東京女子医大皮膚科学教室に入局。2001年（平成13年）、東京女子医大皮膚科助手・聖母会聖母病院皮膚科医員・皮膚科美容クリニック勤務（兼務）。2006年（平成18年）有楽町西武ケイスキンクリニック開設。
2007年、東京女子医科大学において「色差計を用いた外用ステロイドの生物学的同等性試験に関するFDA作成 ガイドラインの本邦における適用について」の研究で博士号取得。
2011年（平成23年）銀座ケイスキンクリニック開設。

## 資格
- 日本皮膚科学会認定皮膚科専門医[3][7]
- 日本レーザー医学会認定レーザー専門医[3]

## 所属学会
- 日本皮膚科学会
- 日本レーザー医学会
- 日本美容皮膚科学会
- 日本抗加齢美容医療学会
- 日本抗加齢医学会

## 論文
- 慶田朋子、川上理子「妊婦614人に認めた皮膚病変の統計学的調査　A Retrospective Study of 614 Pregnant Women with Cutaneous Manifestations[8]」『日本皮膚科学会雑誌』116巻 1号 p41〜50 (2006年)

- 川上理子、慶田朋子「小児の尋常性白斑に対する Narrow-Band UVB 療法[8]」『日本小児皮膚科学会雑誌 = Journal of pediatric dermatology』24(1), 47-51, 2005-05-20

- 慶田朋子、水嶋淳一、川島眞「症例報告 足底の限界線照射後に生じた放射線角化症の1例[8]」『臨床皮膚科』55(10), 784-786, 2001-09

他、「小児を対象としたサンスクリーン剤の使用経験」、「今月の症例 ハンセン病の1小児例」など多数あり

## 著書
- 慶田朋子『365日のスキンケア』池田書店、2015年12月

- 『女医が教える、やってはいけない美容法33:実は老化を加速!』小学館、2019年6月

## TV出演
- 日本テレビ『ヒルナンデス』
  - 2016年8月25日OA 女の手作りクッキング！このごはん誰が作ったの？大人気ママさんタレントSP
  - 2016年7月21日OA 女の手作りクッキング！このごはん誰が作ったの？大人気モデルSP
  - 2016年6月9日OA 第5弾 女の手作りクッキング！このご飯誰が作ったの？
  - 2016年6月2日OA 第4弾 女の手作りクッキング！このご飯誰が作ったの？
  - 2016年5月19日OA 第3弾 女の手作りクッキング！このご飯誰が作ったの？
  - 2016年4月28日OA 第2弾 女の手作りクッキング！このご飯誰が作ったの？
  - 2016年3月24日OA 女の手作りクッキング！このご飯誰が作ったの？

- フジテレビ『ウチくる！？』 2016年11月6日出演
- フジテレビ『みんなのニュース』 2016年11月10日出演
- テレビ東京『なないろ日和！』 2016年7月5日出演
- TBS『Nスタ』2016年7月8日出演

- テレビ朝日「中居正広のミになる図書館」
  - 2015年10月27日OA 「知らなきゃ良かった」シリーズ入浴法
  - 2015年10月6日OA 「知らなきゃ良かった」シリーズ肌のお手入れの基本、洗顔法
  - 2015年9月22日OA 「知らなきゃ良かった」シリーズ美容法
  - 2015年9月01日OA 「知らなきゃ良かった」シリーズ外線対策

他、TBSテレビ『白熱ライブ ビビット』、『ゴゴスマ』など多数ゲスト出演。